# Гужон, Жан
Жан Гужо́н (фр. Jean Goujon; около 1510, Руан (?) — около 1567, Болонья) — скульптор, архитектор, рисовальщик и гравёр эпохи французского Ренессанса. Вместе с архитектором Пьером Леско был главным представителем раннего французского классицизма, или "стиля Генриха II.

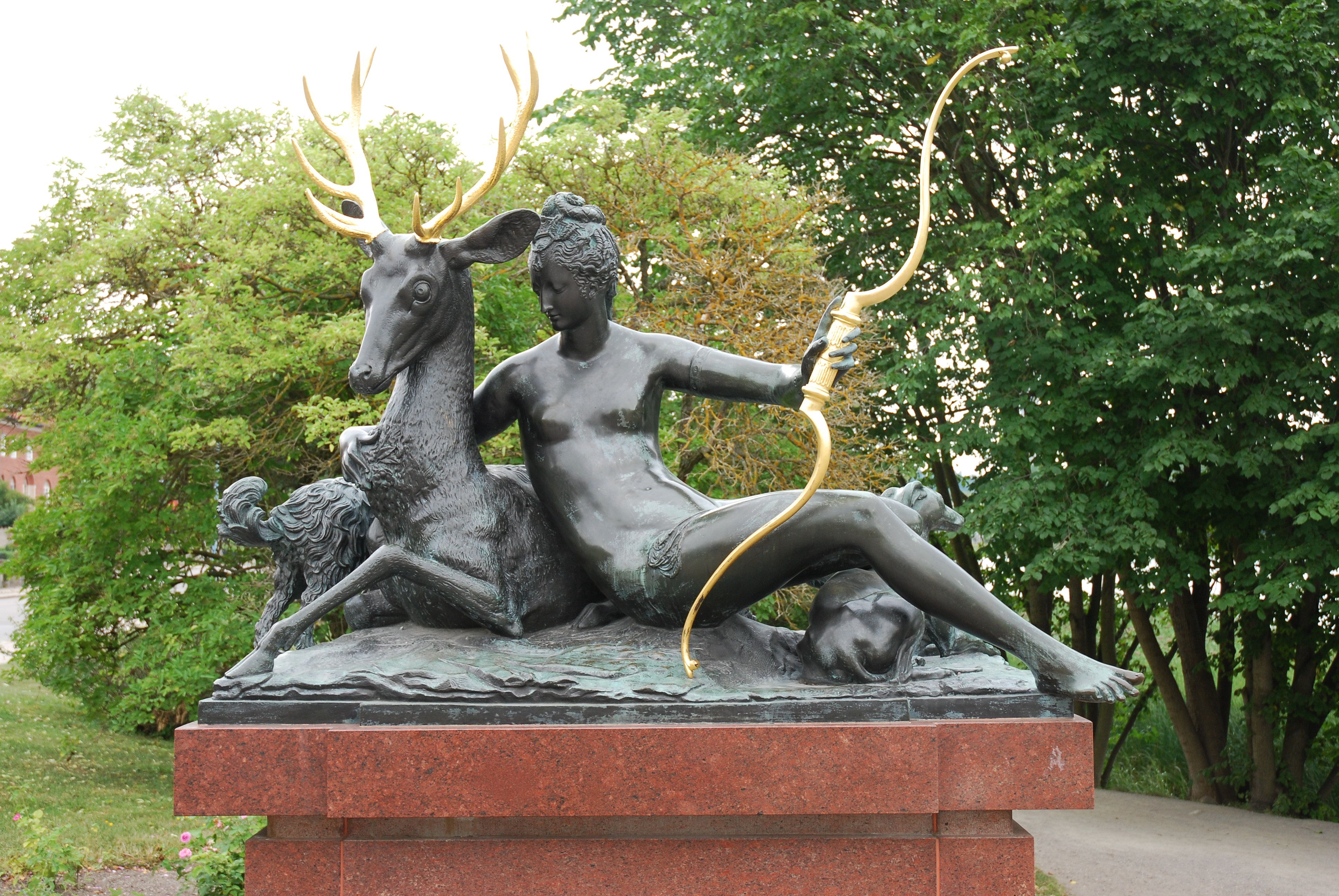
Диана замка Ане («Фонтан Дианы»). Ок. 1549 г. Бронзовая реплика в Парке Нобеля. Стокгольм, Швеция. Оригинал приписывается Ж. Гужону: Лувр, Париж

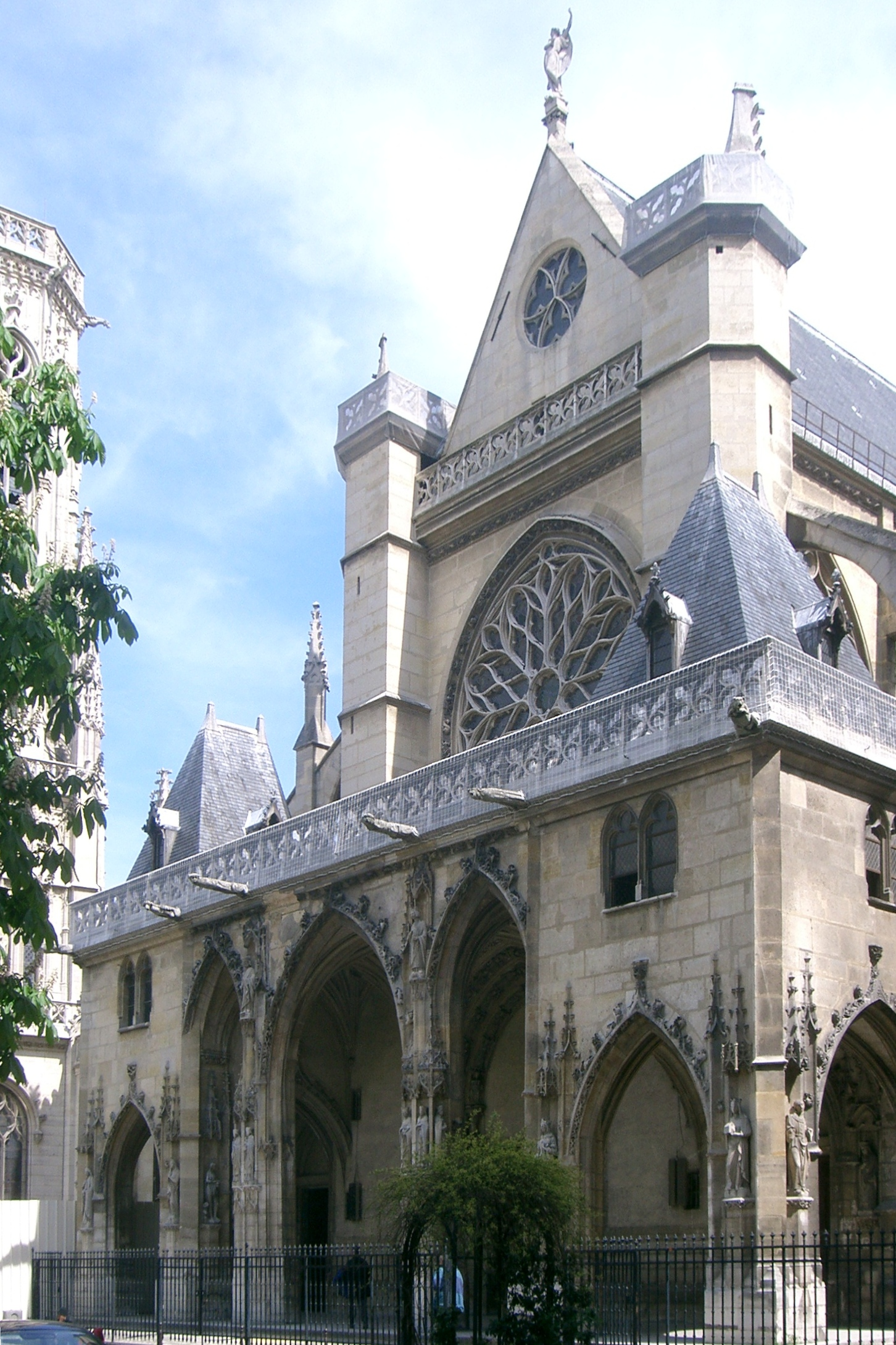
Фасад церкви Сен-Жермен л’Оксерруа. 1420—1425. Париж

## Биография
Биографических сведений о Жане Гужоне сохранилось чрезвычайно мало. Вероятно, он родился в Руане (Нормандия) около 1510 года и умер, по всей вероятности, в Болонье около 1567 года. Первые упоминания о нём найдены в архивах этого города за 1541 год, где он назван архитектором и скульптором. Он выполнил свои первые работы в Руане, между 1540 и 1542 годами. Документы относятся, в частности, к его вмешательству в возведение двух колонн, поддерживающих органную галерею церкви Сен-Маклу в Руане — первый пример применения классического коринфского ордера во Франции, они демонстрируют раннее знание Жаном Гужоном античного искусства. В Руанском соборе скульптор создал надгробие великого сенешаля Нормандии Луи де Брезе — супруга фаворитки короля Генриха II Дианы де Пуатье.
Предположительно, Гужон посетил Рим. Прибыв в Париж около 1542 года, он, вероятно, работал под руководством архитектора Пьера Леско. Документально подтверждена его работа в готической церкви Сен-Жермен л’Оксерруа (1544—1545), для которой он выполнил рельеф амвона «Оплакивание Христа» и четыре рельефа с изображениями евангелистов (в настоящее время — в собрании Лувра).
В 1545 году Жан Гужон работал по заказам коннетабля Франции Анн де Монморанси и создал скульптуры «Четыре времени года» (Les Quatre Saisons, 1548—1550) для отеля Жака де Линьери, двоюродного брата Пьера Леско, который и построил это здание (ныне Музей Карнавале).
В 1547 году художник поступил на службу к королю Генриху II. Вместе с другими скульпторами он работал над художественным оформлением торжественного въезда короля в Париж в 1549 году, по случаю которого был возведён шедевр Леско и Гужона: «Фонтан невинных». Его барельефы, изображающие нимф и наяд, ныне находятся в Лувре.
В то же время Жан Гужон работал «мастером-скульптором по рисункам Пьера Леско, сеньора Кланьи» над украшениями Луврского дворца. Между 1548 и началом 1549 года он завершил аллегорические композиции «Война и мир», «История», «Победа», а затем «Слава короля», участвовал в оформлении «Лестницы Генриха II». Вскоре после этого он создал знаменитые фигуры кариатид для Зала Кариатид Лувра, построенного по проекту Пьера Леско в 1546—1549 годах.
Художнику приписывают гравюры французского издания 1546 года романа Ф. Колонны «Гипнэротомахия Полифила», основанные на гравюрах оригинального издания (возможно, благодаря мастерской Андреа Мантеньи). Мы также обязаны ему гравюрами на дереве, иллюстрирующими первое французское издание «Десяти книг об архитектуре» Витрувия, переведённое на французский в 1547 году Жаном Мартеном.
Королевские заказы не защищали скульптора от судебных разбирательств и преследований. В 1555 году он был заключён в тюрьму. После 1562 года имя мастера исчезает из королевских счетов. Считается, что он, будучи протестантом, был вынужден покинуть Францию из-за гонений на гугенотов. Точной информации о времени и месте смерти Гужона нет. Исследователи полагают, что он умер в изгнании между 1563 и 1568 годом, возможно, в Болонье, поскольку его след обнаружили среди гугенотских беженцев в Болонье в 1562 году. Следовательно, он должен был скончаться в Италии между этой датой и 1569 годом.

## Творчество
Жан Гужон, прозванный последователями «французским Фидием» или «Корреджо скульптуры», вместе с Жерменом Пилоном является самым выдающимся скульптором французского Ренессанса. Историки искусства отмечают, что Гужон испытал влияние итальянского архитектора Себастьяна Серлио, приехавшего в 1541 году во Францию. Однако в отличие от художников итальянского Возрождения, которых вдохновляла идея возрождения величия Древнего Рима, Гужон воплощал в своих произведениях дух искусства Древней Греции.
Наиболее значительные произведения Гужона были выполнены совместно с архитектором Пьером Леско: скульптурное оформление Западного фасада Луврского дворца (1548—1556), замыкающего средневековый «Квадратный двор», рельефы «Фонтана невинных» (1549—1550) и кариатиды, поддерживающие трибуну для музыкантов Зала Кариатид Лувра (1546—1549). Преклонение перед Грецией (несмотря на то, что древнегреческое искусство в то время знали недостаточно, скорее по литературным источникам) не помешало Гужону в рельефах Западного фасада Лувра интерпретировать темы «иньюдо» (обнажённых юношей) Сикстинского плафона и скульптур «Рабов» Микеланджело (статуи в нишах появились позднее). Изысканная пластика рельефов «Фонтана Невинных» «заставляет вспомнить искусство Греции века Перикла» (хотя в них очевидны маньеристичные черты), а огромные фигуры кариатид Шведского зала (прежнее название Зала Кариатид) безусловно восходят к знаменитым кариатидам Эрехтейона Афинского акрополя. Гужон не был в Греции, но мог знать афинскую кариатиду по ватиканской копии, либо по описанию Витрувия с комментариями и весьма приблизительными гравюрами С. Серлио. Остальное — его воображение. В результате луврские кариатиды даже более монументальны и могучи, чем их греческие прототипы, но каким-то чудом их эллинский дух сохранён. Специалисты обращают также внимание на мастерское использование Гужоном так называемых «мокрых складок» (фр. draperie mouillée), мягко, по-античному, облегающих тело.
Не все произведения скульптора сохранились. В 1871 году во время пожара были утрачены аллегорические фигуры «Двенадцати месяцев» с фасада Парижской ратуши, созданные Гужоном в 1540—1550-x годах. Примечательно, что Жан Гужон не создал ни одного портрета; он искал в скульптурных образах не конкретное и индивидуальное, а общее, идеально-прекрасное.

## Наследие и оценки творчества Жана Гужона
«Жан Гужон — единственный представитель французской пластики XVI века, имя которого не было забыто следующими поколениями. Потомки всегда ценили в творчестве Гужона равновесие чувств, ясность и благородную сдержанность». Далее автор этого высказывания уточняет в отношении рельефов нимф «Фонтана Невинных»: «Выразительный язык линии, мягкость пластической лепки доведены здесь до совершенства. Вдохновлённые античностью, прочувствованной чуть ли не в её греческом варианте, в то время ещё вообще мало известном, гужоновские рельефы похожи на древние стелы».
В конце XIX — начале XX века Энциклопедический словарь Брокгауза и Ефрона давал следующую оценку творчеству Жана Гужона: «Существенные черты таланта Гужона заключаются в необыкновенно развитом чувстве изящества и понимании женской грации; кроме того, у него нет соперников в изображении юношеских форм. К этим качествам присоединяется понимание условий монументальной декоративности, своеобразной, изящной и поэтической».
Своеобразна эмоциональная оценка писателя Ги де Мопассана:

Одно из лучших произведений Жана Гужона: надгробное изваяние Луи де Брезе, покоящегося в подземной капелле Руанского собора; всё так называемое современное реалистическое искусство произошло отсюда, господа! Этот мёртвый Луи де Брезе более правдив, более страшен, более напоминает бездыханное тело, ещё сведенное предсмертной судорогой, чем все вымученные трупы, уродливо изображаемые на современных гробницах
В Париже есть улица, названная именем скульптора Жана Гужона (фр. Rue Jean-Goujon).

## Галерея

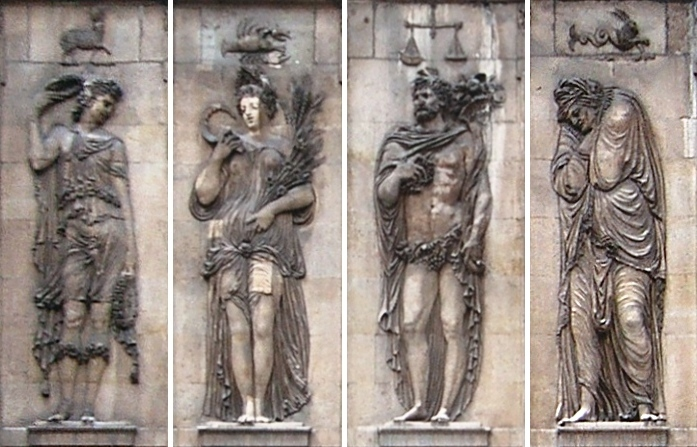
Скульптуры «Четыре времени года». 1548–1550. Отель Жака де Линьери (ныне Музей Карнавале)
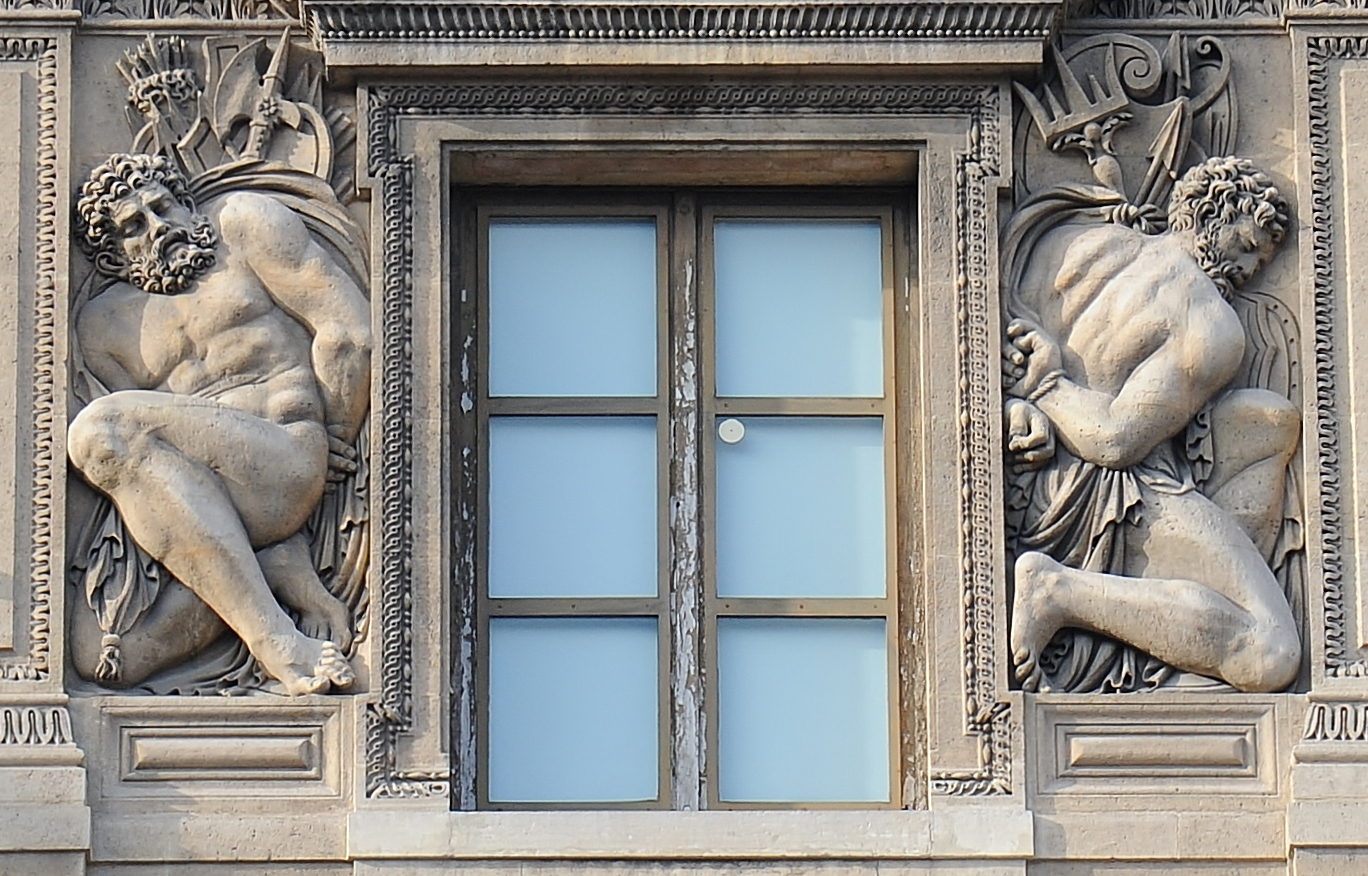
«Скованные рабы». Рельефы Западного фасада Луврского дворца. 1548—1556
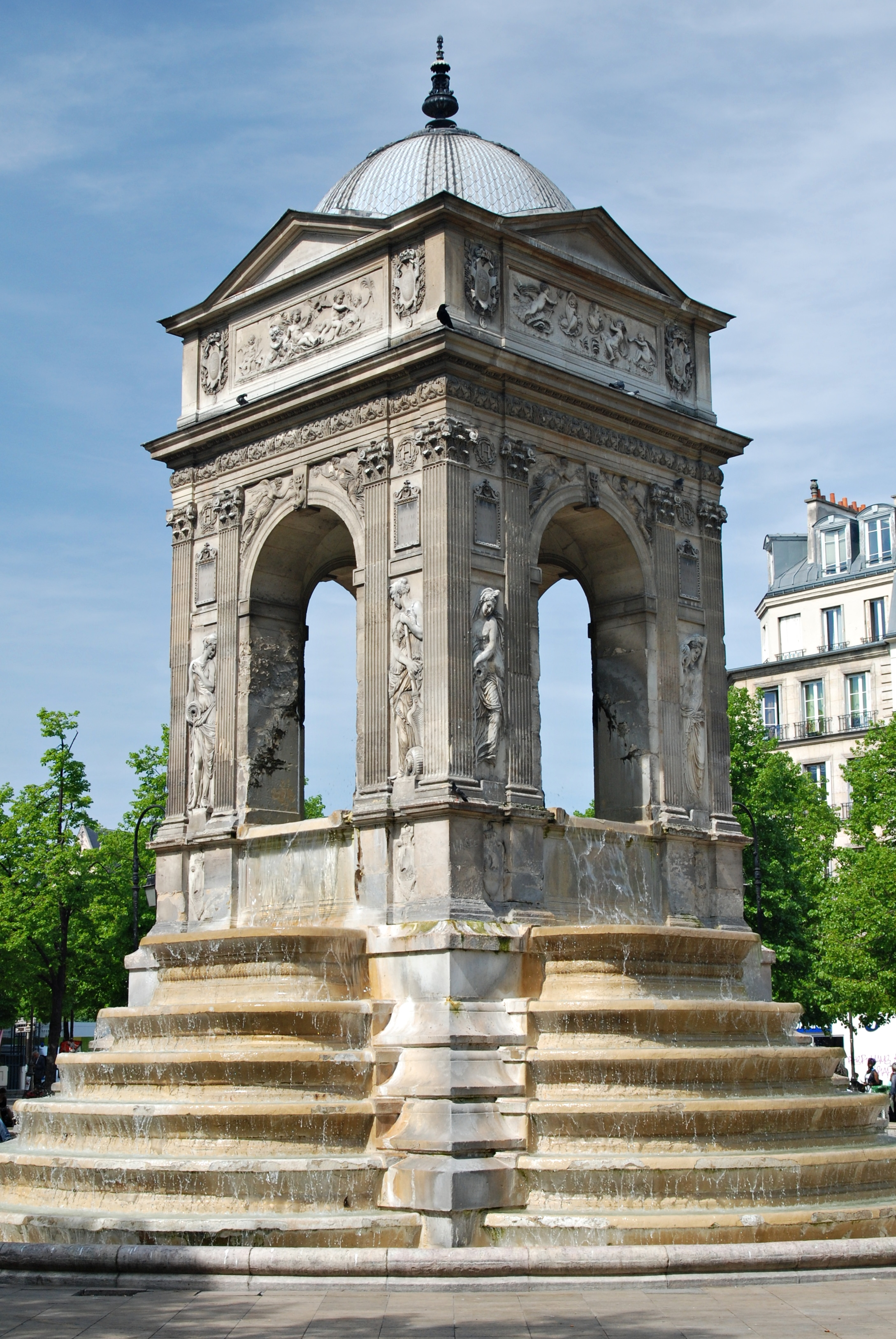
«Фонтан невинных». 1549—1550. Париж
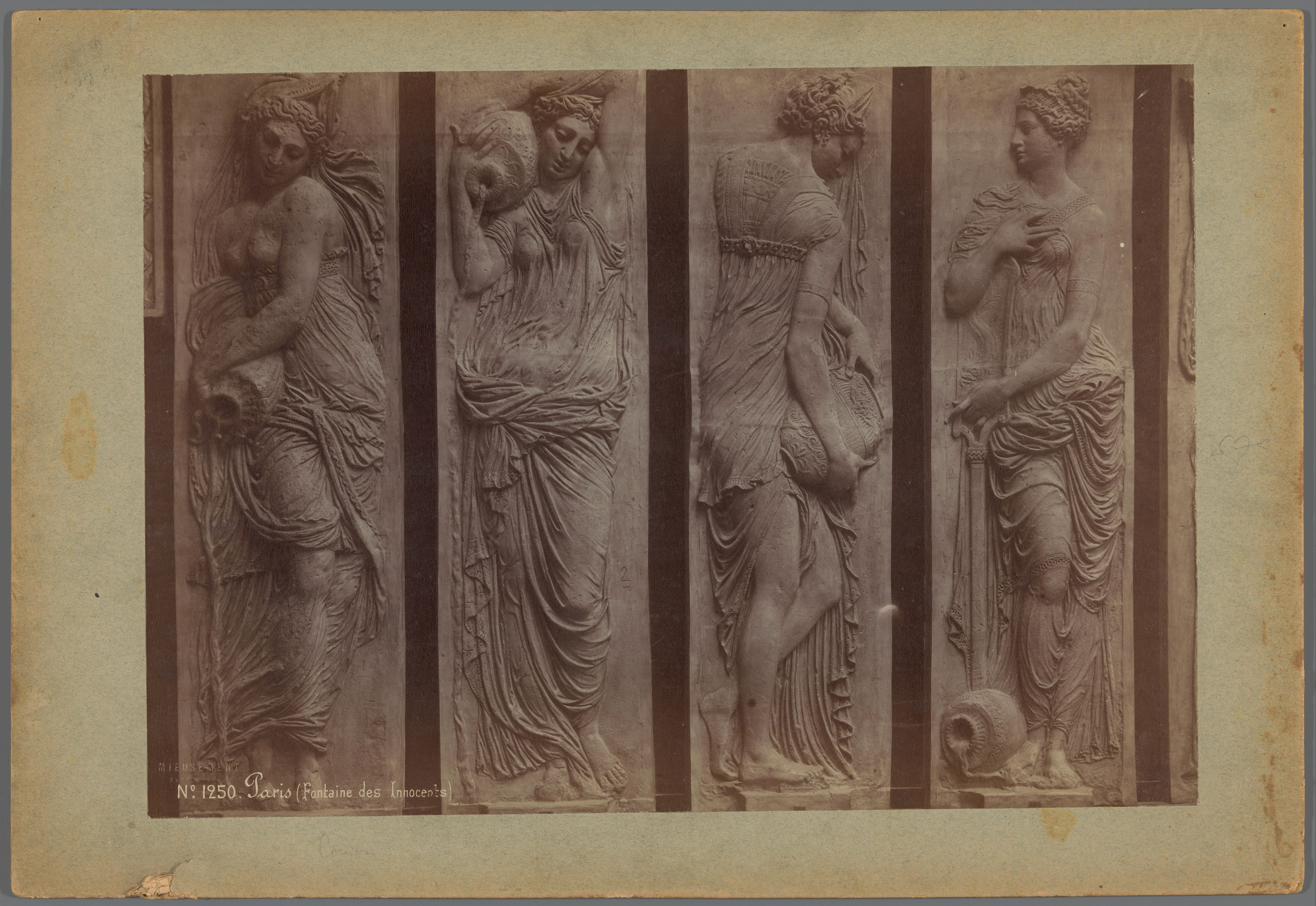
Гипсовые слепки «нимф» Фонтана Невинных в Музее французских памятников. Архивная фотография
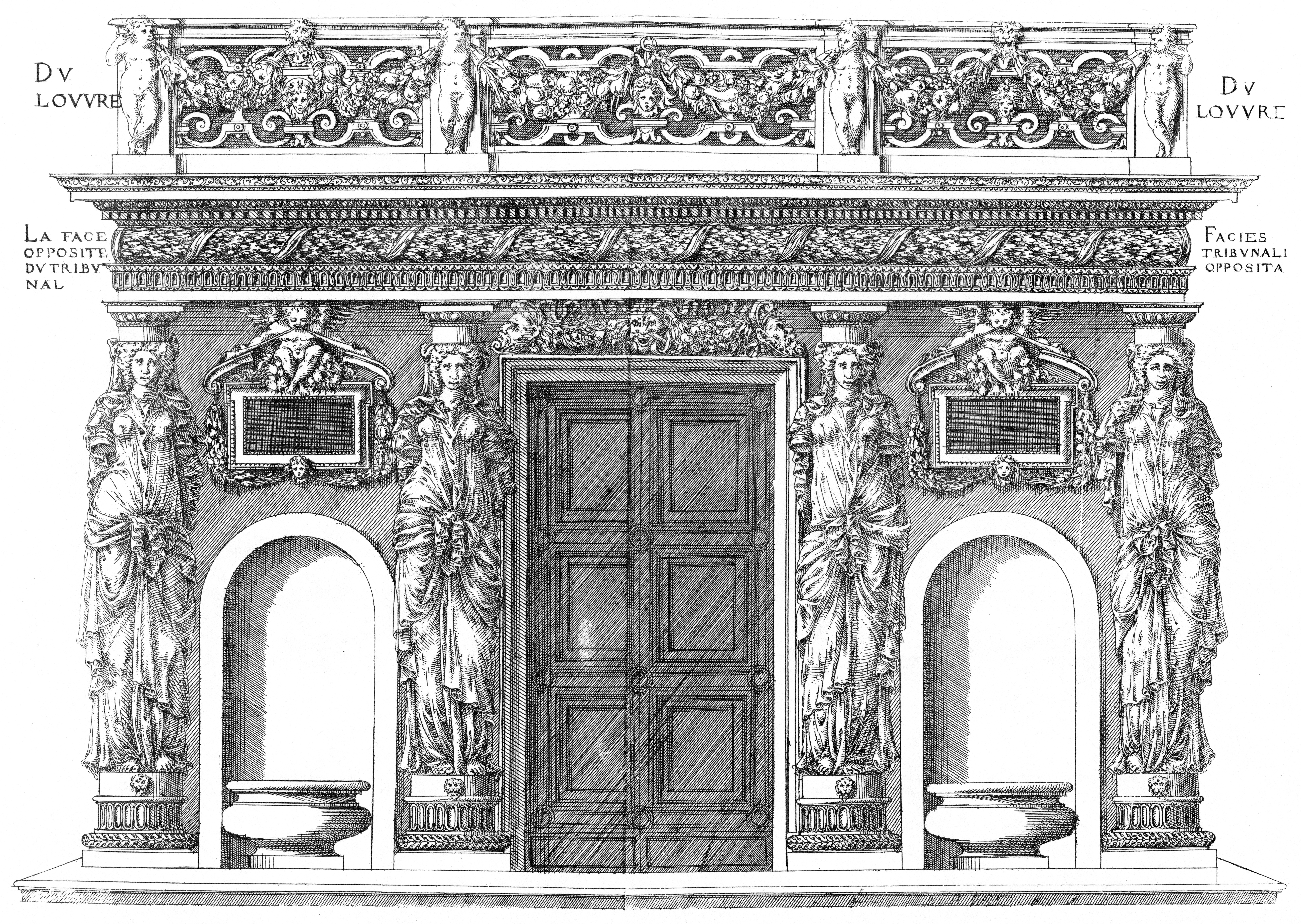
Трибуна Шведского зала (Зала кариатид) Лувра. Гравюра Ж.-А. Дюсерсо по проекту П. Леско. 1576
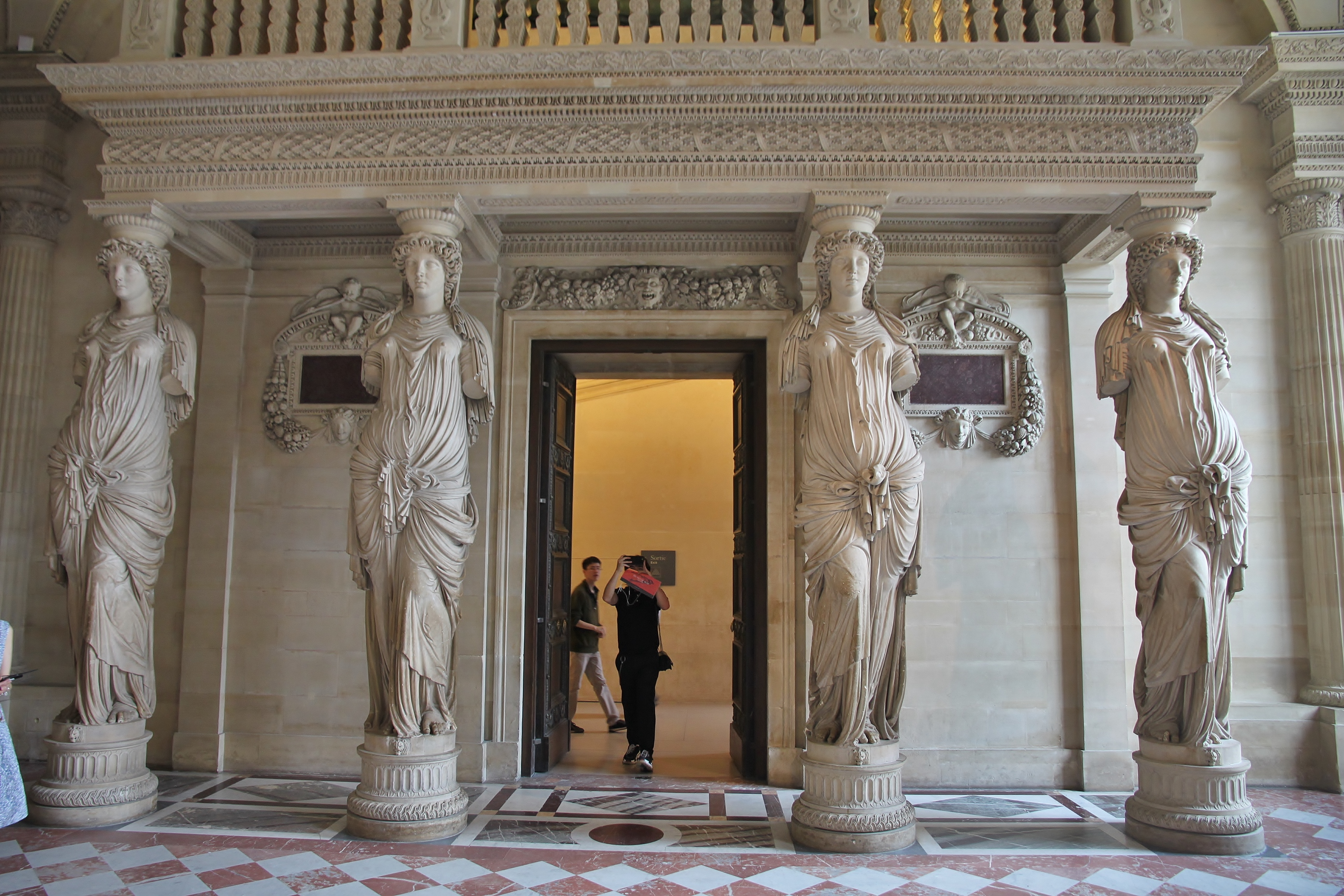
Кариатиды Шведского зала Лувра. 1546—1549